# Tindale Tarn
Tindale Tarn är en sjö i Storbritannien.   Den ligger i riksdelen England, i den centrala delen av landet, 400 km norr om huvudstaden London. Tindale Tarn ligger 328 meter över havet. I omgivningarna runt Tindale Tarn växer i huvudsak blandskog.